# Torben Lund
Torben Lund (sinh ngày 6 tháng 11 năm 1950 tại Vejle) là một chính trị gia người Đan Mạch, từng phục vụ trong Folketing từ 1981 đến 1998 và trong Nghị viện châu Âu từ 1999 đến 2004. Ông được liên kết với Đảng Dân chủ Xã hội Đan Mạch ở Đan Mạch và Liên minh Tiến bộ Xã hội và Dân chủ trong Nghị viện Châu Âu.
Khi ngồi trong Folketing, ông là một trong những nhà tài trợ của luật năm 1989 lần đầu tiên hợp pháp hóa đăng ký hợp tác cho các cặp đồng giới. Ông từng là Bộ trưởng Y tế trong Nội các Poul Nyrup Rasmussen I từ năm 1993 đến 1994.
Ông trở thành người đồng tính vào năm 1998, trở thành thành viên đồng tính công khai đầu tiên của Đan Mạch trong Folketing. Năm 1999, anh kết hôn với người bạn đời Claus Lautrup.
Sau khi nghỉ hưu từ chính trị, ông gia nhập mạng lưới truyền hình Dk4 Đan Mạch. Ông vẫn hoạt động trong Đảng Dân chủ Xã hội, nhưng rời đảng năm 2009 do những bất đồng với lãnh đạo của Helle Thorning-Schmidt.